# AGO C.VII
L'AGO C.VII fu un aereo da ricognizione monomotore biplano, sviluppato dall'azienda tedesco imperiale AGO Flugzeugwerke GmbH negli anni dieci del XX secolo e rimasto allo stadio di prototipo.
Destinato alla Luftstreitkräfte, la componente aerea del Deutsches Heer (l'esercito imperiale tedesco), non raggiunse le prestazioni richieste in sede di progetto ed il suo sviluppo venne abbandonato.

## Storia del progetto
Dopo l'insuccesso ottenuto con il C.IV la AGO tentò di svilupparne una variante che risolvesse la fragilità della struttura alare riscontrata nel precedente modello.
Il prototipo realizzato nel 1917 e presentato alla commissione esaminatrice, non ottenne comunque prestazioni tali da giustificarne l'avvio alla produzione in serie.